# Torneo de Acapulco 2025
El Abierto Mexicano Telcel 2025 fue un evento de tenis profesional de la categoría ATP 500 que se jugó en pistas duras. Se trató de la 32.a edición del torneo que formó parte del ATP Tour 2025. Se disputó en Acapulco de Juárez, Guerrero, México, del 24 de febrero al 1 de marzo de 2025en el Arena GNP Seguros.

## Distribución de puntos
| Modalidad            | Campeón | Finalista | Semifinales | Cuartos de final | 2.ª ronda | 1.ª ronda | Clasificados | 2.ª ronda de clasificación | 1.ª ronda de clasificación |
| Individual masculino | 500     | 330       | 200         | 100              | 50        | 0         | 25           | 13                         | 0                          |
| Dobles masculino     | 500     | 300       | 180         | 90               | –         | –         | 45           | 25                         | 0                          |

## Cabezas de serie

### Individuales masculino
| Tenista          | Ranking | Preclasificado |
| Alexander Zverev | 2       | 1              |
| Casper Ruud      | 5       | 2              |
| Tommy Paul       | 9       | 3              |
| Holger Rune      | 12      | 4              |
| Ben Shelton      | 13      | 5              |
| Lorenzo Musetti  | 17      | 6              |
| Frances Tiafoe   | 18      | 7              |
| Tomáš Macháč     | 24      | 8              |
| Denis Shapovalov | 32      | 9              |

- Ranking del 17 de febrero de 2025.[2]

### Dobles masculino
| Tenistas                         | Ranking | Preclasificado |
| Jackson Withrow Horacio Zeballos | 30      | 1              |
| Sander Gillé Jan Zieliński       | 48      | 2              |
| Hugo Nys Édouard Roger-Vasselin  | 56      | 3              |
| Sadio Doumbia Fabien Reboul      | 66      | 4              |

## Campeones

### Individual masculino
Tomáš Macháč venció a  Alejandro Davidovich por 7-6(8-6), 6-2

### Dobles masculino
Christian Harrison /  Evan King vencieron a  Sadio Doumbia /  Fabien Reboul por 6-4, 6-0